# Barbeville
Barbeville ist eine französische Gemeinde mit 228 Einwohnern (Stand: 1. Januar 2022) im Département Calvados in der Region Normandie. Sie gehört zum Arrondissement Bayeux und zum Kanton Bayeux. Die Einwohner werden Barbevillais genannt.

## Geografie
Barbeville liegt etwa vier Kilometer westlich von Bayeux. Umgeben wird Barbeville von den Nachbargemeinden Cussy im Norden, Vaucelles im Norden und Osten, Saint-Loup-Hors im Südosten, Ranchy im Süden sowie Cottun im Westen.

## Bevölkerungsentwicklung
| Jahr                             | 1962 | 1968 | 1975 | 1982 | 1990 | 1999 | 2006 | 2013 |
| Einwohner                        | 169  | 196  | 181  | 174  | 151  | 163  | 182  | 183  |
| Quelle: Cassini, EHESS und INSEE |      |      |      |      |      |      |      |      |

## Sehenswürdigkeiten
- Kirche Saint-Martin aus dem 14. Jahrhundert, Monument historique
- Schloss Barbeville aus dem 18. Jahrhundert, Monument historique
- Schloss Les Monts aus dem 19. Jahrhundert
- Herrenhaus von Cambray aus dem 18. Jahrhundert

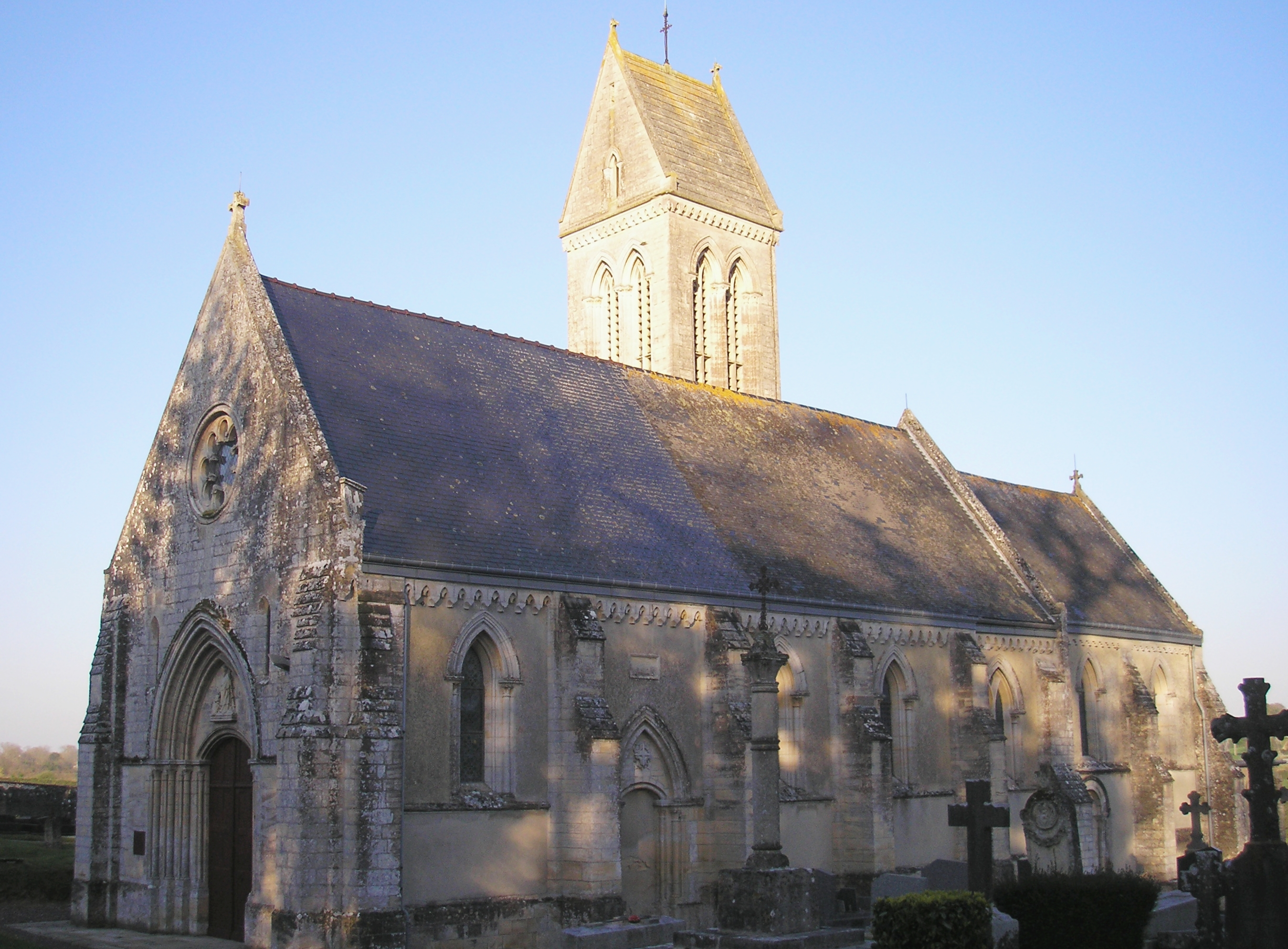
Kirche Saint-Martin
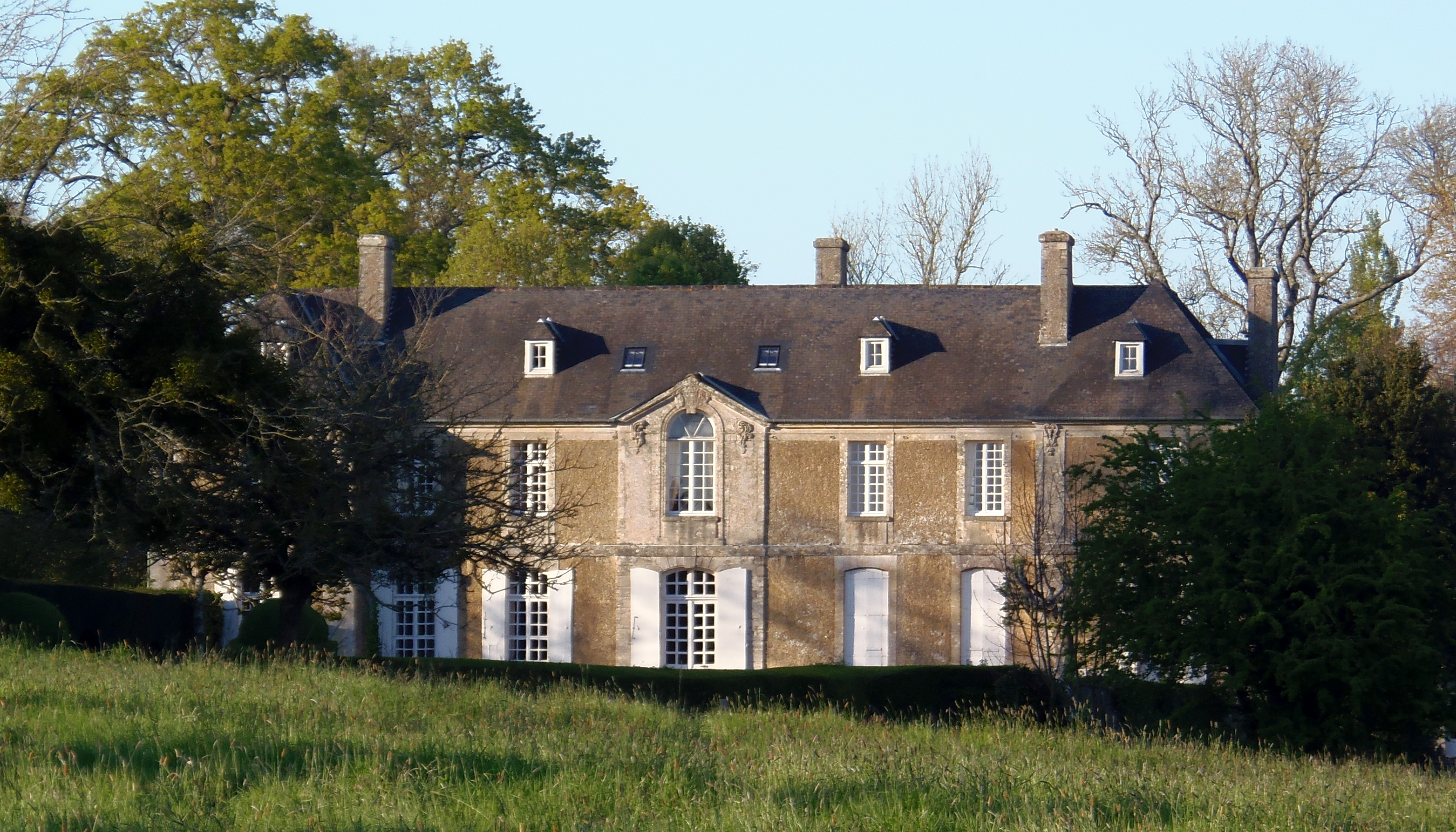
Schloss Barbeville